# Monique Djikada
Monique Djikada (née le 1er août 1979) est une athlète camerounaise, spécialiste des lancers, et notamment du lancer du javelot.

## Biographie
Elle a notamment remporté deux médailles de bronze aux Championnats d'Afrique, en 1996 et 1998. Elle détient le record national de la discipline, avec un lancer à 49,10 m effectué en 2010.Elle est également doyenne des athlètes du club d'athlétisme FAP et a remporté une médaille d'or au lancer du javelot lors de la première édition de la coupe du Cameroun d'athlétisme à Limbé. Elle a remporté la médaille d'argent lors du championnat d'Afrique de Dakar-Sénégal et est détentrice du record du lancer de javelot au Cameroun avec une distance de 54 mètres.

### Palmarès
| Date | Compétition             | Lieu     | Résultat | Épreuve | Performance |
| ---- | ----------------------- | -------- | -------- | ------- | ----------- |
| 1996 | Championnats d'Afrique  | Yaoundé  | 3e       | Javelot | 40,78 m     |
| 1998 | Championnats d'Afrique  | Dakar    | 3e       | Javelot | 45,61 m     |
| 2005 | Jeux de la Francophonie | Niamey   | 8e       | Poids   | 10,00 m     |
| 2005 | Jeux de la Francophonie | Niamey   | 7e       | Javelot | 45,42 m     |
| 2007 | Jeux africains          | Alger    | 8e       | Javelot | 45,10 m     |
| 2009 | Jeux de la Francophonie | Beyrouth | 9e       | Javelot | 43,61 m     |

| Date | Compétition              | Lieu    | Résultat | Épreuve | Performance |
| ---- | ------------------------ | ------- | -------- | ------- | ----------- |
| 2005 | Championnats du Cameroun | Yaoundé | 1re      | Javelot | 46,21 m     |
| 2006 | Championnats du Cameroun | Yaoundé | 3e       | Disque  | 34,67 m     |
| 2006 | Championnats du Cameroun | Yaoundé | 1re      | Javelot | 45,55 m     |
| 2010 | Championnats du Cameroun | Yaoundé | 1re      | Javelot | 43,79 m     |

### Records
Elle détient le record du Cameroun du javelot avec un lancer à 49,10 m effectué en juillet 2010 à Yaoundé.
| Épreuve           | Épreuve   | Performance | Lieu    | Date             |
| ----------------- | --------- | ----------- | ------- | ---------------- |
| Lancer du javelot | Plein air | 49,10 m     | Yaoundé | 1er juillet 2010 |